# Cabassous centralis
Cabassous centralis är en däggdjursart som först beskrevs av Miller 1899.  Cabassous centralis ingår i släktet nakensvansade bältor och familjen Dasypodidae. IUCN kategoriserar arten globalt som otillräckligt studerad. Inga underarter finns listade.
Det svenska trivialnamnet nordlig nakensvansbälta förekommer för arten.
Arten når en kroppslängd (huvud och bål) av 30 till 71 cm och en svanslängd av 10 till 18 cm. Den har ett brett huvud med en kort nos. Pansaret har en mörkbrun till svart färg och vid stjärten förekommer några gula fläckar. Färgen på undersidan är gulgrå. Pansaret består av 12 till 13 rörliga band och på den korta svansen finns inga skyddande plåtar. Vid framtassarna förekommer fem fingrar som är utrustade med stora klor, varav klon vid tredje fingret är störst. Arten har per sida 8 till 10 tänder i överkäken och 7 till 8 tänder i underkäken, alltså 30 till 36 tänder i hela tanduppsättningen.
Denna bälta förekommer i Central- och norra Sydamerika. Utbredningsområdet sträcker sig från sydligaste Mexiko till norra Ecuador och västra Venezuela. I bergstrakter når arten 3000 meter över havet. Habitatet utgörs av olika slags skogar, savanner och annan öppen terräng. Cabassous centralis uppsöker även jordbruksmark.
Individerna lever vanligen ensam och äter främst insekter. De gräver underjordiska bon. Förutom insekter äts daggmaskar, små ödlor, groddjur och fågelägg. Kroppens temperatur är hos Cabassous centralis lite variabel beroende på väderförhållanden. Ifall arten möter en fiende så kan den rulla ihop sig med endast pansaret på utsidan. Den kan även springa eller den gräver snabb ett hål för att gömma sig. Honor föder vanligen en unge per kull. Den väger vid födelsen cirka 100 g och den är i början blind samt döv.